# Psychedelic country soul
Psychedelic country soul is een album van de Amerikaanse country en rock band  The Long Ryders.  Die band is opgericht in 1984 en heeft bestaan tot 1987. Daarna is de groep nog een paar keer bijeen geweest voor een reünieconcert en ze hebben enkele verzamelalbums uitgebracht. Nu hebben ze voor het eerst in 32 jaar weer een album met nieuwe nummers uitgebracht. 
Op dit album staat een mengeling van psychedelische muziek  met country en rock met veel harmonieuze samenzang en stevig gitaarspel. Deze muziek is sterk beïnvloed door de countryrock uit de jaren zestig en zeventig van o.a. the Byrds, Gram Parsons en Flying Burrito Brothers. De nieuwe muziek die hierdoor ontstond en waarvan the Long Ryders als een van de voortrekkers werd beschouwd, werd Paisley Underground genoemd. Later is daaruit  alternatieve country en americana ontstaan die onder meer bekend is geworden door  Wilco, The Jayhawks en Whiskeytown.  
De muziek van The Long Ryders is soms nogal rauw, zoals in het openingsnummer Greenville en What the eagle sees. Maar de band speelt ook gevoelige ballads zoals If you want to see me cry en California stateline. Op een aantal nummers zingt het trio The Bangles mee. Alle nummers zijn geschreven door de leden van de band, behalve Walls, dat is geschreven door Tom Petty. De band is genoemd naar de gelijknamige western-film van Walter Hill (1980). 

## Tracklist
1. Greenville – Stephen McCartney - (4:26)
2. Let it fly – Tom Stevens - (3:49)
3. Molly somebody – Sid Griffin - (3:39)
4. All aboard – Sid Griffin/Tony Stevens - (3:43)
5. Make it real - Stephen McCartney - (3:26)
6. If you want to see me cry –Sid  Griffin - (3:08)
7. What the eagle sees –Sid Griffin/Tom Stevens - (3:19)
8. California state line – Stephen McCartney - (4:31)
9. The sound – Sid Griffin/Greg Sounders/Ed Stasium  -  (3:58)
10. Walls – Tom Petty - (4:39)
11. Bells of august – Tom Stevens - (5:04)
12. Psychedelic country soul – Sid Griffin/Steven McCartney - (6:08)

## Muzikanten

### The Long Ryders
- Sid Griffin – gitaar, mondharmonica, mandoline, zang
- Stephen McCarthy – bas, gitaar (akoestisch en elektrisch), mellotron, pedaal steelgitaar, zang
- Greg Sowders – drums, percussie
- Tom Stevens – bas, gitaar (akoestisch en elektrisch) zang

### Overige muzikanten
- Ed Stasium – orgel (Hammond B3), harmonium, melodica, pomporgel, synthesizer, hoorn, tamboerijn, zang
- Charles Arthur – orgel
- Hoppy Nipkins – piano (verwijzing naar Nicky Hopkins)
- Karenza Peacock – viool
- Dave Pearlman – pedaal steelgitaar

### The Bangles
- Debbi Peterson – zang
- Vicki Peterson – zang
- Julia Wild – zang

## Productie
Dit album is opgenomen in november 2017, met de medewerking van:
Adrian Olsen – geluidstechnicus
- Greg Calbi – mastering
- James A. Garfield – uitvoerend producer
- Lola Romero – geluidstechnicus
- Alexandra Spalding – assistent
- Ed Stasium – producer, mixing, geluidstechnicus
- Nick Vegas – uitvoerend producer

De Amerikaanse site AllMusic heeft dit album gewaardeerd met vier sterren (het maximum is vijf sterren). 